# Failed States
Failed States: The Abuse of Power and the Assault on Democracy é um livro do linguista Noam Chomsky publicado originalmente em 2006. A obra traz a argumentação de Chomsky sobre os Estados Unidos estar se tornando um "Estado falido" e, portanto, um perigo para o próprio povo e para o mundo.